# Max Schmerler
Max Schmerler (* 30. Oktober 1873 in Zwota; † 26. Juni 1960 in Dresden) war ein vogtländischer Heimatschriftsteller, Mundartdichter und Autor von Kinderbüchern.

## Leben
Max Schmerler wurde im Jahr 1873 in Zwota als Sohn eines Bäckermeisters geboren. Seine Vorfahren waren nach eigenem Bekunden Flößer und „Holzeinschläger“. Als junger Mann besuchte er das Lehrerseminar in Auerbach/Vogtl. und bekam seine erste Stelle als Lehrer in Morgenröthe. Nach einer kurzen Zeit in Plauen übersiedelte er 1898 nach Dresden und lebte dort bis zu seinem Tod im Jahr 1960.
In Dresden begann Max Schmerler mit seiner vielseitigen schriftstellerischen Tätigkeit: Zum einen veröffentlichte er im Jahr 1907 sein erstes Buch „Bergwasser“ mit Gedichten und Erzählungen in der vogtländischen Mundart, zum anderen schrieb er Kindergedichte und Kinderlieder in hochdeutscher Sprache. 
In den Jahren 1911 bis 1933 veröffentlichte Max Schmerler mindestens zwölf Kinderbücher. Seine Gedichte finden sich unter anderem in den Büchern der Kinderbuchillustratorin Gertrud Caspari und es entstanden etliche Bilderbücher zusammen mit der österreichischen Malerin und Illustratorin Pauli Ebner.
Der Name Musikwinkel, der heute für die ganze Region zwischen Klingenthal, Zwota, Markneukirchen und Erlbach steht, wurde von Max Schmerler geprägt, der sich zeit seines Lebens intensiv mit Sprache und Volkskunde seiner Heimat, des Vogtlandes beschäftigt hat. Er hat vogtländische Rundas, Reimsprüche und Lieder gesammelt, und er hat eigene Gedichte, Geschichten und Theaterstücke in vogtländischer Mundart geschrieben und in Büchern, Zeitschriften und Anthologien veröffentlicht.
Zu seinem 150. Jubiläum wurde 2023 im Harmonikamuseum Zwota eine Sonderausstellung eröffnet.

## Dichtungen
- Bergwasser, 1907
- Aus dem Musikwinkel. Sächsische Dorfgeschichten. Leipzig, Wien [1914]
- Druhm be runs. Ernste und heitere Geschichten aus dem sächsischen Musikwinkel. Dresden-Wachwitz 1923
- Vogtland, mei Hamet, 1938
- Ich waß an’ schien Winkel, 1957

## Kinderbücher
- Bilderwelt, 1911
- Kommt alle herbei, 1913
- Guten Morgen, 1918
- Mein Püppchen, 1926
- O wie schön, o wie schön, feine Bilder anzusehn, 1927